# (13492) Vitalijzakharov
(13492) Vitalijzakharov (1984 YE4) – planetoida z grupy pasa głównego asteroid okrążająca Słońce w ciągu 3,62 lat w średniej odległości 2,36 j.a. Odkryta 27 grudnia 1984 roku.